# Alpiner Nor-Am Cup 2002/03
Die Saison 2002/03 des Nor-Am Cup im alpinen Skisport begann in Loveland (Colorado), am 13. November 2002 bei den Damen und am 16. November 2002 bei den Herren. Sie endete am 14. März 2003 in Panorama (Damen) bzw. in Nakiska (Herren).
Die Tabellen zeigen die fünf Bestplatzierten in der Gesamtwertung und in den Disziplinwertungen Abfahrt, Super-G, Riesenslalom, Riesenslalom und Slalom sowie die drei besten Fahrer jedes Rennens.

## Herren

### Gesamtwertung
| Rang | Name             | Land               | Punkte |
| ---- | ---------------- | ------------------ | ------ |
| 1    | Jesse Marshall   | Vereinigte Staaten | 641    |
| 2    | Scott Macartney  | Vereinigte Staaten | 552    |
| 3    | Kevin Francis    | Vereinigte Staaten | 531    |
| 4    | Julien Cousineau | Kanada             | 522    |
| 5    | Wade Bishop      | Vereinigte Staaten | 513    |

### Abfahrt
| Rang | Name             | Land               | Punkte |
| ---- | ---------------- | ------------------ | ------ |
| 1    | Wade Bishop      | Vereinigte Staaten | 318    |
| 2    | Kevin Francis    | Vereinigte Staaten | 220    |
| 3    | Eric Holmer      | Vereinigte Staaten | 210    |
| 4    | François Bourque | Kanada             | 176    |
| 5    | Travis Svensrud  | Vereinigte Staaten | 155    |

### Super-G
| Rang | Name             | Land               | Punkte |
| ---- | ---------------- | ------------------ | ------ |
| 1    | Scott Macartney  | Vereinigte Staaten | 380    |
| 2    | David Anderson   | Kanada             | 320    |
| 3    | Jeremy Transue   | Vereinigte Staaten | 270    |
| 4    | François Bourque | Kanada             | 230    |
| 5    | Eric Holmer      | Vereinigte Staaten | 198    |
|      | Brad Spence      | Kanada             | 198    |

### Riesenslalom
| Rang | Name             | Land               | Punkte |
| ---- | ---------------- | ------------------ | ------ |
| 1    | Jesse Marshall   | Vereinigte Staaten | 326    |
| 2    | Julien Cousineau | Kanada             | 256    |
| 3    | Mitja Dragšič    | Slowenien          | 160    |
| 4    | Brett Fischer    | Vereinigte Staaten | 142    |
|      | Jake Zamansky    | Vereinigte Staaten | 142    |

### Slalom
| Rang | Name                | Land               | Punkte |
| ---- | ------------------- | ------------------ | ------ |
| 1    | Tom Rothrock        | Vereinigte Staaten | 340    |
| 2    | Jesse Marshall      | Vereinigte Staaten | 315    |
| 3    | Julien Cousineau    | Kanada             | 266    |
| 4    | Martin Kroisleitner | Österreich         | 210    |
| 5    | Nick Zoricic        | Kanada             | 148    |

### Podestplätze
Disziplinen:
- DH = Abfahrt
- SG = Super-G
- GS = Riesenslalom
- SL = Slalom

| Datum      | Ort          | Dis. | 1. Platz                   | 2. Platz                  | 3. Platz                               |
| ---------- | ------------ | ---- | -------------------------- | ------------------------- | -------------------------------------- |
| 16.11.2002 | Loveland     | SL   | Rainer Schönfelder (AUT)   | Tom Rothrock (USA)        | Alain Baxter (GBR)                     |
| 17.11.2002 | Loveland     | SL   | Giancarlo Bergamelli (ITA) | Giorgio Rocca (ITA)       | Tom Rothrock (USA)                     |
| 25.11.2002 | Park City    | GS   | Dane Spencer (USA)         | Mitja Dragšič (SLO)       | Chip Knight (USA)                      |
| 26.11.2002 | Park City    | GS   | Erik Schlopy (USA)         | Mitja Dragšič (SLO)       | Ivica Kostelić (CRO)                   |
| 9.12.2002  | Beaver Creek | SG   | Scott Macartney (USA)      | Dane Spencer (USA)        | Brett Fischer (USA)                    |
| 10.12.2002 | Beaver Creek | SG   | Scott Macartney (USA)      | Jeffrey Harrison (USA)    | Brett Fischer (USA)                    |
| 14.12.2002 | Lake Louise  | DH   | Wade Bishop (USA)          | Jan Hudec (CAN)           | Eric Holmer (USA)                      |
| 15.12.2002 | Lake Louise  | DH   | Eric Holmer (USA)          | Brad Spence (CAN)         | Travis Svensrud (USA)                  |
| 16.12.2002 | Lake Louise  | SG   | David Anderson (CAN)       | Jeremy Transue (USA)      | Jan Hudec (CAN)                        |
| 17.12.2002 | Lake Louise  | SG   | François Bourque (CAN)     | Wade Bishop (USA)         | David Anderson (CAN) Brad Spence (CAN) |
| 2.1.2003   | Sunday River | GS   | Julien Cousineau (CAN)     | Jesse Marshall (USA)      | Jeffrey Harrison (USA)                 |
| 3.1.2003   | Sunday River | GS   | Jesse Marshall (USA)       | Julien Cousineau (CAN)    | Kevin Francis (USA)                    |
| 4.1.2003   | Sunday River | SL   | Julien Cousineau (CAN)     | Jesse Marshall (USA)      | Roger Brown (USA)                      |
| 5.1.2003   | Sunday River | SL   | Julien Cousineau (CAN)     | Jesse Marshall (USA)      | Ryan Semple (CAN)                      |
| 8.2.2003   | Le Massif    | DH   | David Anderson (CAN)       | Wade Bishop (USA)         | Kevin Francis (USA)                    |
| 9.2.2003   | Le Massif    | DH   | Wade Bishop (USA)          | François Bourque (CAN)    | Kevin Francis (USA)                    |
| 10.2.2003  | Le Massif    | SG   | David Anderson (CAN)       | Scott Macartney (USA)     | Jeremy Transue (USA)                   |
| 11.2.2003  | Le Massif    | SG   | Scott Macartney (USA)      | Eric Holmer (USA)         | David Anderson (CAN)                   |
| 12.3.2003  | Nakiska      | GS   | Jesse Marshall (USA)       | David Anderson (CAN)      | Jake Zamansky (USA)                    |
| 14.3.2003  | Nakiska      | SL   | Tom Rothrock (USA)         | Martin Kroisleitner (AUT) | Jesse Marshall (USA)                   |
| 15.3.2003  | Nakiska      | SL   | Tom Rothrock (USA)         | Jesse Marshall (USA)      | Martin Kroisleitner (AUT)              |

## Damen

### Gesamtwertung
| Rang | Name             | Land               | Punkte |
| ---- | ---------------- | ------------------ | ------ |
| 1    | Brigitte Acton   | Kanada             | 793    |
| 2    | Émilie Desforges | Kanada             | 618    |
| 3    | Keely Kelleher   | Vereinigte Staaten | 547    |
| 4    | Lauren Van Ness  | Vereinigte Staaten | 533    |
| 5    | Bryna McCarty    | Vereinigte Staaten | 514    |

### Abfahrt
| Rang | Name             | Land               | Punkte |
| ---- | ---------------- | ------------------ | ------ |
| 1    | Bryna McCarty    | Vereinigte Staaten | 280    |
| 2    | Lauren Van Ness  | Vereinigte Staaten | 261    |
| 3    | Stacey Cook      | Vereinigte Staaten | 229    |
| 4    | Sherry Lawrence  | Kanada             | 194    |
| 5    | Émilie Desforges | Kanada             | 157    |

### Super-G
| Rang | Name             | Land               | Punkte |
| ---- | ---------------- | ------------------ | ------ |
| 1    | Brigitte Acton   | Kanada             | 308    |
| 2    | Lauren Van Ness  | Vereinigte Staaten | 257    |
| 3    | Stacey Cook      | Vereinigte Staaten | 238    |
| 4    | Émilie Desforges | Kanada             | 236    |
| 5    | Sherry Lawrence  | Kanada             | 224    |

### Riesenslalom
| Rang | Name               | Land               | Punkte |
| ---- | ------------------ | ------------------ | ------ |
| 1    | Jessica Kelley     | Vereinigte Staaten | 252    |
| 2    | Gail Kelly         | Kanada             | 221    |
| 3    | Ashley Linda Spina | Vereinigte Staaten | 216    |
| 4    | Brigitte Acton     | Kanada             | 181    |
| 5    | Kaylin Richardson  | Vereinigte Staaten | 180    |

### Slalom
| Rang | Name               | Land               | Punkte |
| ---- | ------------------ | ------------------ | ------ |
| 1    | Kaylin Richardson  | Vereinigte Staaten | 323    |
| 2    | Lindsey Kildow     | Vereinigte Staaten | 249    |
| 3    | Brigitte Acton     | Kanada             | 222    |
| 4    | Katie Hitchcock    | Vereinigte Staaten | 221    |
| 5    | Ashley Linda Spina | Vereinigte Staaten | 205    |

### Podestplätze
Disziplinen:
- DH = Abfahrt
- SG = Super-G
- GS = Riesenslalom
- SL = Slalom

| Datum      | Ort            | Dis. | 1. Platz                | 2. Platz                 | 3. Platz                 |
| ---------- | -------------- | ---- | ----------------------- | ------------------------ | ------------------------ |
| 13.11.2002 | Loveland       | GS   | Nicole Hosp (AUT)       | Britt Janyk (CAN)        | Silvia Berger (AUT)      |
| 14.11.2002 | Loveland       | GS   | Geneviève Simard (CAN)  | Martina Ertl (GER)       | Caroline Lalive (USA)    |
| 17.11.2002 | Winter Park    | SL   | Janica Kostelić (CRO)   | Martina Ertl (GER)       | Laure Pequegnot (FRA)    |
| 18.11.2002 | Winter Park    | SL   | Laure Pequegnot (FRA)   | Janica Kostelić (CRO)    | Sarah Schleper (USA)     |
| 1.12.2002  | Aspen          | SG   | Julia Mancuso (USA)     | Kathleen Monahan (USA)   | Libby Ludlow (USA)       |
| 2.12.2002  | Aspen          | SG   | Libby Ludlow (USA)      | Sherry Lawrence (CAN)    | Christin Lathrop (USA)   |
| 9.12.2002  | Lake Louise    | SG   | Kristen Bybee (USA)     | Lauren Van Ness (USA)    | Bryna McCarty (USA)      |
| 10.12.2002 | Lake Louise    | SG   | Caitlin Ciccone (USA)   | Stacey Cook (USA)        | Brigitte Acton (CAN)     |
| 14.12.2002 | Lake Louise    | DH   | Bryna McCarty (USA)     | Kristen Bybee (USA)      | Caitlin Ciccone (USA)    |
| 15.12.2002 | Lake Louise    | DH   | Stacey Cook (USA)       | Sherry Lawrence (CAN)    | Alison Powers (CAN)      |
| 2.1.2003   | Mont Garceau   | GS   | Émilie Desforges (CAN)  | Ashley Linda Spina (USA) | Sophie Splawinski (CAN)  |
| 3.1.2003   | Mont Garceau   | GS   | Lindsey Kildow (USA)    | Lauren Ross (USA)        | Brigitte Acton (CAN)     |
| 4.1.2003   | Val Saint-Come | SL   | Kaylin Richardson (USA) | Lindsey Kildow (USA)     | Ashley Linda Spina (USA) |
| 5.1.2003   | Val Saint-Come | SL   | Jessica Kelley (USA)    | Lauren Ross (USA)        | Brigitte Acton (CAN)     |
| 8.2.2003   | Aspen          | DH   | Bryna McCarty (USA)     | Lauren Van Ness (USA)    | Sherry Lawrence (CAN)    |
| 9.2.2003   | Aspen          | DH   | Lauren Van Ness (USA)   | Bryna McCarty (USA)      | Kristen Bybee (USA)      |
| 10.2.2003  | Aspen          | SG   | Lauren Van Ness (USA)   | Émilie Desforges (CAN)   | Brigitte Acton (CAN)     |
| 11.2.2003  | Aspen          | SG   | Brigitte Acton (CAN)    | Bryna McCarty (USA)      | Keely Kelleher (USA)     |
| 11.3.2003  | Panorama       | GS   | Jessica Kelley (USA)    | Gail Kelly (USA)         | Ashley Linda Spina (USA) |
| 12.3.2003  | Panorama       | GS   | Gail Kelly (USA)        | Jessica Kelley (USA)     | Alexandra Shaffer (USA)  |
| 13.3.2003  | Panorama       | SL   | Lindsey Kildow (USA)    | Kaylin Richardson (USA)  | Katie Hitchcock (USA)    |
| 14.3.2003  | Panorama       | SL   | Kaylin Richardson (USA) | Brigitte Acton (CAN)     | Katie Hitchcock (USA)    |